# Hydraulika

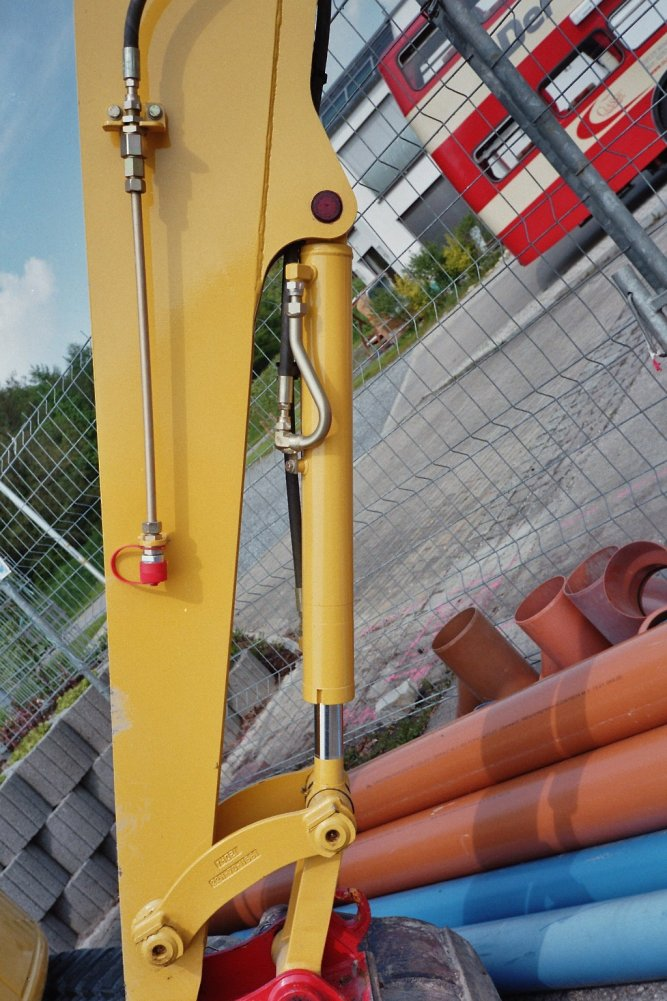
Hydraulický válec

Hydraulika je technická disciplína zabývající se využitím mechanických vlastností kapalin pro technické účely. Teoretické základy poskytuje hydraulice mechanika tekutin. Hydraulika využívá jak znalostí z hydrostatiky, tak i z hydrodynamiky. Hydraulika tedy studuje rovnováhu i pohyb kapalin, ale také vzájemné působení kapalin a tuhých těles.

## Využití
Hydraulika umožňuje vytvoření hydraulického zařízení. Hydraulická zařízení se používají např. ve stavebnictví, v zemědělství, průmyslu i v dopravě (např. hydraulické brzdy vozidel). Dále pak u hydroměničů, hydraulických ruk atd. Hydraulika se dá využít prakticky ve všech oborech lidské činnosti.
Hydraulické přístroje umožňují přenos sil a tlaků, jež jsou ve srovnání například s pneumatikou asi desetinásobné.[zdroj?]